# Korejsko mednarodno dirkališče
Korejsko mednarodno dirkališče je dirkališče, ki leži v južnokorejskem mestu Jeongam in na katerem je v sezoni 2010 prvič potekala dirka Svetovnega prvenstva Formule 1 za Veliko nagrado Koreje. Dirkališče je dolgo 5,621 km, ima sedemnajst zavojev, zasnoval pa ga je Hermann Tilke. 

## Zmagovalci
| Sezona | Konstruktor      | Moštvo           | Poročilo |
| ------ | ---------------- | ---------------- | -------- |
| 2013   | Sebastian Vettel | Red Bull-Renault | Poročilo |
| 2012   | Sebastian Vettel | Red Bull-Renault | Poročilo |
| 2011   | Sebastian Vettel | Red Bull-Renault | Poročilo |
| 2010   | Fernando Alonso  | Ferrari          | Poročilo |